# Chloé Paquet
Chloé Paquet (ur. 1 lipca 1994) – francuska tenisistka.

## Kariera tenisowa
W karierze zwyciężyła w siedmiu singlowych oraz jednym deblowym turnieju rangi ITF. 5 sierpnia 2024 roku zajmowała najwyższe miejsce w rankingu singlowym WTA Tour – 96. pozycję. 27 maja 2019 osiągnęła najwyższą pozycję w rankingu deblowym – 247. miejsce.
W 2017 roku zadebiutowała w turnieju wielkoszlemowym podczas French Open. Odpadła wówczas w drugiej rundzie po porażce z Caroline Garcią.

## Finały turniejów WTA 125
| Legenda                     | Legenda |
| --------------------------- | ------- |
| Wielki Szlem                |         |
| Igrzyska olimpijskie        |         |
| WTA Tour Championships      |         |
| 2009 – 2020                 |         |
| WTA Premier Mandatory       |         |
| WTA Premier 5               |         |
| WTA Premier                 |         |
| WTA International Series    |         |
| WTA 125K series (2012–2020) |         |
| od 2021                     |         |
| WTA 1000 (obowiązkowe)      |         |
| WTA 1000 (nieobowiązkowe)   |         |
| WTA 500                     |         |
| WTA 250                     |         |
| WTA 125                     |         |

### Gra pojedyncza 3 (0–3)
| Końcowy wynik | Nr | Data            | Turniej    | Nawierzchnia  | Przeciwniczka | Wynik finału     |
| ------------- | -- | --------------- | ---------- | ------------- | ------------- | ---------------- |
| Finalistka    | 1. | 10 grudnia 2023 | Angers     | Twarda (hala) | Clara Burel   | 6:3, 4:6, 2:6    |
| Finalistka    | 2. | 5 maja 2024     | Saint-Malo | Ceglana       | Loïs Boisson  | 6:4, 6:7(3), 3:6 |
| Finalistka    | 3. | 18 maja 2025    | Paryż      | Ceglana       | Katie Boulter | 6:3, 2:6, 3:6    |

### Gra podwójna 1 (0–1)
| Końcowy wynik | Nr | Data              | Turniej | Nawierzchnia  | Partnerka          | Przeciwniczki                     | Wynik finału |
| ------------- | -- | ----------------- | ------- | ------------- | ------------------ | --------------------------------- | ------------ |
| Finalistka    | 1. | 12 listopada 2017 | Limoges | Twarda (hala) | Pauline Parmentier | Walerija Sawinych Maryna Zanewśka | 0:6, 2:6     |

## Wygrane turnieje rangi ITF
| turnieje z pulą nagród 100 000 $ |
| turnieje z pulą nagród 80 000 $  |
| turnieje z pulą nagród 60 000 $  |
| turnieje z pulą nagród 25 000 $  |
| turnieje z pulą nagród 15 000 $  |
| turnieje z pulą nagród 10 000 $  |

### Gra pojedyncza
|    | Data       | Turniej            | Naw.    | Przeciwniczka      | Wynik            |
| 1. | 09/06/2014 | Mińsk              | Ceglana | Lidzija Marozawa   | 6:2, 6:4         |
| 2. | 21/10/2018 | Joué-lès-Tours     | Twarda  | Myrtille Georges   | 7:6(5), 6:2      |
| 3. | 04/07/2021 | Wrocław            | Ceglana | İpek Öz            | 4:6, 6:3, 6:3    |
| 4. | 25/07/2021 | Kijów              | Twarda  | Fanny Stollár      | 7:6(3), 3:6, 6:4 |
| 5. | 24/10/2021 | Netanja            | Twarda  | Matilda Mutavdzic  | 6:3, 6:3         |
| 6. | 31/10/2021 | Poitiers           | Twarda  | Simona Waltert     | 6:4, 6:3         |
| 7. | 03/09/2023 | Collonge-Bellerive | Ceglana | Lucrezia Stefanini | 6:2, 6:1         |

### Gra podwójna
|    | Data       | Turniej  | Naw.    | Partnerka               | Przeciwniczki                   | Wynik    |
| 1. | 15/01/2017 | Hammamet | Ceglana | María-Teresa Torró-Flor | Joséphine Boualem Julia Grabher | 6:4, 6:4 |